# Mirza Kuseh
Mirza Kuseh (en persan : ميرزاكوسه romanisé en Mīrzā Kūseh) est un village de la province de Kermanshah en Iran. Lors du recensement de 2006, sa population était de 32 habitants répartis dans 9 familles.